# 科爾帕哈維拉河
科爾帕哈維拉河（Qullpa Jawira），是玻利維亞的河流，位於該國西部奧魯羅省阿瓦罗亚县，處於波波湖以東，發源自奇亞爾哈克山附近，最終在維拉科柳山以南注入卡奇馬尤河。